# Coppa del Mondo juniores di slittino 2024
La Coppa del Mondo juniores di slittino 2023/2024 fu la trentunesima edizione del circuito mondiale relativo alla categoria juniores dello slittino, manifestazione organizzata annualmente dalla FIL; iniziò il 1º dicembre 2023 a Park City negli Stati Uniti d'America e si concluse il 3 febbraio 2024 a Sankt Moritz in svizzera. Si disputarono ventisette gare: sei prove per tipo nel singolo donne, nel singolo uomini e nel doppio uomini, cinque nel doppio donne e quattro nelle gare a squadre.
Nel corso della stagione si tennero anche i campionati mondiali di categoria a Lillehammer, in Norvegia, competizione non valida ai fini della Coppa del Mondo, mentre le tappe di Whistler e Sankt Moritz furono valide rispettivamente anche come campionati pacifico-americani juniores e campionati europei juniores.
Anche per questa edizione della Coppa del Mondo di categoria, come già accaduto in quella precedente, nessuno slittinista russo poté prendere parte alle gare; il congresso della FIL confermò infatti la decisione presa dal proprio comitato esecutivo, che escluse gli atleti russi da tutte le competizioni disputate sotto la sua egida a causa dell'invasione dell'Ucraina da parte della Russia.
Le coppe di cristallo, trofeo conferito ai vincitori del circuito, furono conquistate dalla tedesca Alina Bräutigam nel singolo donne, dal connazionale Marco Leger nell'individuale maschile, dalle teutoniche Elisa-Marie Storch e Pauline Patz ex aequo con le ucraine Nataša Chytrenko e Viktorija Koval' nel doppio femminile, dagli altri tedeschi Pascal Kunze e Max Trippner nella prova a coppie uomini e dalla nazionale di slittino degli Stati Uniti d'America nella gara a squadre.

## Calendario
| Tappa  | Località     | Pista                              | Data                | Singolo           | Singolo           | Doppio            | Doppio            | Gara a squadre    |
| Tappa  | Località     | Pista                              | Data                | Uomini            | Donne             | Uomini            | Donne             | Gara a squadre    |
| ------ | ------------ | ---------------------------------- | ------------------- | ----------------- | ----------------- | ----------------- | ----------------- | ----------------- |
| 1      | Park City    | Utah Olympic Park                  | 1º–2 dicembre 2023  | ●                 | ●                 | ●                 | ●                 | ●                 |
| 2      | Park City    | Utah Olympic Park                  | 2–3 dicembre 2023   | ●                 | ●                 | ●                 | ●                 | ●                 |
| 3      | Whistler     | Whistler Sliding Centre            | 9–10 dicembre 2023  | ●                 | ●                 | ●                 | ●                 | ●                 |
| 4      | Winterberg   | Eisarena Winterberg                | 12 gennaio 2024     | ●                 | ●                 | ●                 |                   |                   |
| 5      | Bludenz      | Eiskanal Bludenz                   | 19–20 gennaio 2024  | ●                 | ●                 | ●                 | ●                 |                   |
| 6      | Sankt Moritz | Olympia Bobrun St. Moritz–Celerina | 2–3 febbraio 2024   | ●                 | ●                 | ●                 | ●                 | ●                 |
| –      | Lillehammer  | Pista olimpica di Lillehammer      | 16–17 febbraio 2024 | Mondiali juniores | Mondiali juniores | Mondiali juniores | Mondiali juniores | Mondiali juniores |
| Totale | Totale       | Totale                             | Totale              | 6                 | 6                 | 6                 | 5                 | 4                 |

|  | Le tappe di Whistler e Sankt Moritz assegnarono rispettivamente anche il titolo pacifico-americano e quello europeo di categoria del 2024. |

## Risultati

### Singolo donne
| Data             | Località     | Nazione     | Prima classificata       | Seconda classificata         | Terza classificata       |
| ---------------- | ------------ | ----------- | ------------------------ | ---------------------------- | ------------------------ |
| 1º dicembre 2023 | Park City    | Stati Uniti | Embyr-Lee Susko Canada   | Dorothea Schwarz Austria     | Alina Bräutigam Germania |
| 3 dicembre 2023  | Park City    | Stati Uniti | Embyr-Lee Susko Canada   | Emma Erickson Stati Uniti    | Midori Holland Canada    |
| 9 dicembre 2023  | Whistler     | Canada      | Embyr-Lee Susko Canada   | Kailey Allan Canada          | Melina Fischer Germania  |
| 12 gennaio 2024  | Winterberg   | Germania    | Laura Koch Germania      | Antonia Pietschmann Germania | Alina Bräutigam Germania |
| 18 gennaio 2024  | Bludenz      | Austria     | Alina Bräutigam Germania | Josephine Buse Germania      | Laura Koch Germania      |
| 3 febbraio 2024  | Sankt Moritz | Svizzera    | Anka Jänicke Germania    | Antonia Pietschmann Germania | Zane Kaluma Lettonia     |

### Singolo uomini
| Data             | Località     | Nazione     | Primo classificato         | Secondo classificato        | Terzo classificato          |
| ---------------- | ------------ | ----------- | -------------------------- | --------------------------- | --------------------------- |
| 30 novembre 2023 | Park City    | Stati Uniti | Marco Leger Germania       | Timon Grancagnolo Germania  | Matthew Greiner Stati Uniti |
| 3 dicembre 2023  | Park City    | Stati Uniti | Timon Grancagnolo Germania | Matthew Greiner Stati Uniti | Aidan Mueller Stati Uniti   |
| 10 dicembre 2023 | Whistler     | Canada      | Marco Leger Germania       | Dylan Morse Canada          | Theo Downey Canada          |
| 12 gennaio 2024  | Winterberg   | Germania    | Noah Kallan Austria        | Marco Leger Germania        | Hans Fritzsch Germania      |
| 19 gennaio 2024  | Bludenz      | Austria     | Marco Leger Germania       | Noah Kallan Austria         | Aidan Mueller Stati Uniti   |
| 2 febbraio 2024  | Sankt Moritz | Svizzera    | Kaspars Rinks Lettonia     | Noah Kallan Austria         | Leon Haselrieder Italia     |

### Doppio donne
| 30 novembre 2023 | Park City    | Stati Uniti | Nataša Chytrenko Viktorija Koval' Ucraina | Embyr-Lee Susko Beattie Podulsky Canada  | –                                          |   |   |
| 2 dicembre 2023  | Park City    | Stati Uniti | Elisa-Marie Storch Pauline Patz Germania  | Embyr-Lee Susko Beattie Podulsky Canada  | Nataša Chytrenko Viktorija Koval' Ucraina  |   |   |
| 9 dicembre 2023  | Whistler     | Canada      | Elisa-Marie Storch Pauline Patz Germania  | Embyr-Lee Susko Beattie Podulsky Canada  | Nataša Chytrenko Viktorija Koval' Ucraina  |   |   |
| 12 gennaio 2024  | Winterberg   | Germania    | –                                         | –                                        | –                                          | – | – |
| 18 gennaio 2024  | Bludenz      | Austria     | Noemi Lietz Regina Goldbrunner Germania   | Marie Sauerteig Hannah Puy Germania      | Mariena Kadziolka Nikola Smoronska Polonia |   |   |
| 2 febbraio 2024  | Sankt Moritz | Svizzera    | Elisa-Marie Storch Pauline Patz Germania  | Viktorija Ziediņa Selīna Zvilna Lettonia | Sarah Pflaume Lina Peterseim Germania      |   |   |

### Doppio uomini
| Data             | Località     | Nazione     | Primi classificati                        | Secondi classificati                           | Terzi classificati                       |
| ---------------- | ------------ | ----------- | ----------------------------------------- | ---------------------------------------------- | ---------------------------------------- |
| 30 novembre 2023 | Park City    | Stati Uniti | Moritz Jäger Valentin Steudte Germania    | Marcus Mueller Ansel Haugsjaa Stati Uniti      | Pascal Kunze Max Trippner Germania       |
| 2 dicembre 2023  | Park City    | Stati Uniti | Moritz Jäger Valentin Steudte Germania    | Marcus Mueller Ansel Haugsjaa Stati Uniti      | Pascal Kunze Max Trippner Germania       |
| 9 dicembre 2023  | Whistler     | Canada      | Marcus Mueller Ansel Haugsjaa Stati Uniti | Moritz Jäger Valentin Steudte Germania         | Pascal Kunze Max Trippner Germania       |
| 12 gennaio 2024  | Winterberg   | Germania    | Pascal Kunze Max Trippner Germania        | Louis Grünbeck Maximilian Kührt Germania       | Logan Barnes Gavin Davis Stati Uniti     |
| 18 gennaio 2024  | Bludenz      | Austria     | Pascal Kunze Max Trippner Germania        | Logan Barnes Gavin Davis Stati Uniti           | Corbinian Hänel John Paul Kümel Germania |
| 2 febbraio 2024  | Sankt Moritz | Svizzera    | Marcus Mueller Ansel Haugsjaa Stati Uniti | Raimonds Baltgalvis Vitālijs Jegorovs Lettonia | Pascal Kunze Max Trippner Germania       |

### Gara a squadre
| Data             | Località     | Nazione     | Primi classificati                                                         | Secondi classificati                                                      | Terzi classificati                                                                      |
| ---------------- | ------------ | ----------- | -------------------------------------------------------------------------- | ------------------------------------------------------------------------- | --------------------------------------------------------------------------------------- |
| 1º dicembre 2023 | Park City    | Stati Uniti | Germania Alina Bräutigam Marco Leger Moritz Jäger / Valentin Steudte       | Stati Uniti Emma Erickson Matthew Greiner Marcus Mueller / Ansel Haugsjaa | Austria / Ucraina Dorothea Schwarz Danylo Marcynovs'kyj Vadym Mykyievyč / Bohdan Babura |
| 3 dicembre 2023  | Park City    | Stati Uniti | Stati Uniti Emma Erickson Matthew Greiner Marcus Mueller / Ansel Haugsjaa  | Canada Midori Holland Dylan Morse Embyr-Lee Susko / Beattie Podulsky      | Austria / Ucraina Dorothea Schwarz Danylo Marcynovs'kyj Vadym Mykyievyč / Bohdan Babura |
| 10 dicembre 2023 | Whistler     | Canada      | Germania Melina Fischer Marco Leger Moritz Jäger / Valentin Steudte        | Stati Uniti Sophia Gordon Matthew Greiner Marcus Mueller / Ansel Haugsjaa | Canada Kailey Allan Dylan Morse Embyr-Lee Susko / Beattie Podulsky                      |
| 3 febbraio 2024  | Sankt Moritz | Svizzera    | Lettonia Zane Kaluma Kaspars Rinks Raimonds Baltgalvis / Vitālijs Jegorovs | Germania Anka Jänicke Marco Leger Pascal Kunze / Max Trippner             | Italia Alexandra Oberstolz Leon Haselrieder Philipp Brunner / Manuel Weissensteiner     |

## Classifiche

### Singolo donne
| Pos. | Nome                | Nazione     | Risultati ottenuti | Risultati ottenuti | Risultati ottenuti | Risultati ottenuti | Risultati ottenuti | Risultati ottenuti | Punti totali |
| Pos. | Nome                | Nazione     | PAR-1              | PAR-2              | WHI                | WIN                | BLU                | SMO                | Punti totali |
| ---- | ------------------- | ----------- | ------------------ | ------------------ | ------------------ | ------------------ | ------------------ | ------------------ | ------------ |
| 1    | Alina Bräutigam     | Germania    | 3                  | 9                  | 10                 | 3                  | 1                  | 8                  | 357          |
| 2    | Embyr-Lee Susko     | Canada      | 1                  | 1                  | 1                  | –                  | –                  | –                  | 300          |
| 3    | Teresa Kirchmair    | Austria     | 8                  | 10                 | 11                 | 5                  | 7                  | 12                 | 245          |
| 4    | Antonia Pietschmann | Germania    | DNS                | –                  | 5                  | 2                  | –                  | 2                  | 225          |
| 5    | Laura Koch          | Germania    | –                  | –                  | –                  | 1                  | 3                  | 6                  | 220          |
| 6    | Melina Hänsch       | Germania    | 7                  | 8                  | 12                 | 4                  | –                  | 10                 | 216          |
| 7    | Sophia Gordon       | Stati Uniti | 10                 | 11                 | 13                 | 12                 | 11                 | 13                 | 196          |
| 7    | Anka Jänicke        | Germania    | –                  | –                  | –                  | 7                  | 6                  | 1                  | 196          |
| 9    | Melina Fischer      | Germania    | 4                  | 4                  | 3                  | –                  | –                  | –                  | 190          |
| 10   | Dorothea Schwarz    | Austria     | 2                  | DNF                | 8                  | –                  | –                  | 5                  | 182          |

### Singolo uomini
| Pos. | Nome              | Nazione     | Risultati ottenuti | Risultati ottenuti | Risultati ottenuti | Risultati ottenuti | Risultati ottenuti | Risultati ottenuti | Punti totali |
| Pos. | Nome              | Nazione     | PAR-1              | PAR-2              | WHI                | WIN                | BLU                | SMO                | Punti totali |
| ---- | ----------------- | ----------- | ------------------ | ------------------ | ------------------ | ------------------ | ------------------ | ------------------ | ------------ |
| 1    | Marco Leger       | Germania    | 1                  | 4                  | 1                  | 2                  | 1                  | 4                  | 505          |
| 2    | Aidan Mueller     | Stati Uniti | 4                  | 3                  | 8                  | 4                  | 3                  | 10                 | 338          |
| 3    | Matthew Greiner   | Stati Uniti | 3                  | 2                  | 4                  | DNS                | 7                  | 6                  | 311          |
| 4    | Hans Fritzsch     | Germania    | 9                  | 7                  | 5                  | 3                  | 4                  | 9                  | 309          |
| 5    | Noah Kallan       | Austria     | –                  | –                  | –                  | 1                  | 2                  | 2                  | 270          |
| 6    | Fabio Zauser      | Austria     | 6                  | 6                  | DNS                | 7                  | 8                  | 7                  | 234          |
| 7    | Hannes Röder      | Germania    | 8                  | 10                 | 6                  | 4                  | –                  | 15                 | 214          |
| 8    | Dylan Morse       | Canada      | 7                  | 5                  | 2                  | –                  | –                  | –                  | 186          |
| 9    | Timon Grancagnolo | Germania    | 2                  | 1                  | DNF                | –                  | –                  | –                  | 185          |
| 10   | Logan Barnes      | Stati Uniti | DNF                | 9                  | 9                  | 13                 | 12                 | 20                 | 161          |

### Doppio donne
| Pos. | Nome                               | Nazione    | Risultati ottenuti | Risultati ottenuti | Risultati ottenuti | Risultati ottenuti | Risultati ottenuti | Risultati ottenuti | Punti totali |
| Pos. | Nome                               | Nazione    | PAR-1              | PAR-2              | WHI                | WIN                | BLU                | SMO                | Punti totali |
| ---- | ---------------------------------- | ---------- | ------------------ | ------------------ | ------------------ | ------------------ | ------------------ | ------------------ | ------------ |
| 1    | Elisa-Marie Storch Pauline Patz    | Germania   | DNF                | 1                  | 1                  | –                  | –                  | 1                  | 300          |
| 1    | Nataša Chytrenko Viktorija Koval'  | Ucraina    | 1                  | 3                  | 3                  | –                  | –                  | 4                  | 300          |
| 3    | Embyr-Lee Susko Beattie Podulsky   | Canada     | 2                  | 2                  | 2                  | –                  | –                  | –                  | 255          |
| 4    | Noemi Lietz Regina Goldbrunner     | Germania   | –                  | –                  | –                  | –                  | 1                  | –                  | 100          |
| 5    | Marie Sauerteig Hannah Puy         | Germania   | –                  | –                  | –                  | –                  | 2                  | –                  | 85           |
| 5    | Viktorija Ziediņa Selīna Zvilna    | Lettonia   | –                  | –                  | –                  | –                  | –                  | 2                  | 85           |
| 7    | Mariena Kadziolka Nikola Smoronska | Polonia    | –                  | –                  | –                  | –                  | 3                  | –                  | 70           |
| 7    | Sarah Pflaume Lina Peterseim       | Germania   | –                  | –                  | –                  | –                  | –                  | 3                  | 70           |
| 9    | Viktoria Praxová Desana Spitzova   | Slovacchia | –                  | –                  | –                  | –                  | –                  | 5                  | 55           |

### Doppio uomini
| Pos. | Nome                                  | Nazione     | Risultati ottenuti | Risultati ottenuti | Risultati ottenuti | Risultati ottenuti | Risultati ottenuti | Risultati ottenuti | Punti totali |
| Pos. | Nome                                  | Nazione     | PAR-1              | PAR-2              | WHI                | WIN                | BLU                | SMO                | Punti totali |
| ---- | ------------------------------------- | ----------- | ------------------ | ------------------ | ------------------ | ------------------ | ------------------ | ------------------ | ------------ |
| 1    | Pascal Kunze Max Trippner             | Germania    | 3                  | 3                  | 3                  | 1                  | 1                  | 3                  | 480          |
| 2    | Marcus Mueller Ansel Haugsjaa         | Stati Uniti | 2                  | 2                  | 1                  | –                  | –                  | 1                  | 370          |
| 3    | Logan Barnes Gavin Davis              | Stati Uniti | 5                  | 5                  | DNF                | 3                  | 2                  | 9                  | 304          |
| 4    | Moritz Jäger Valentin Steudte         | Germania    | 1                  | 1                  | 2                  | –                  | –                  | –                  | 285          |
| 5    | Vadym Mykyievyč Bohdan Babura         | Ucraina     | 4                  | 4                  | –                  | –                  | –                  | 8                  | 162          |
| 6    | Louis Grünbeck Maximilian Kührt       | Germania    | –                  | –                  | –                  | 2                  | –                  | 5                  | 140          |
| 7    | Raimonds Baltgalvis Vitālijs Jegorovs | Lettonia    | –                  | –                  | –                  | –                  | –                  | 2                  | 85           |
| 8    | Corbinian Hänel John Paul Kümel       | Germania    | –                  | –                  | –                  | –                  | 3                  | –                  | 70           |
| 9    | Patryk Prechitko Maksymilian Gutowski | Polonia     | –                  | –                  | –                  | –                  | 4                  | DNF                | 60           |
| 9    | Philipp Brunner Manuel Weissensteiner | Italia      | –                  | –                  | –                  | –                  | –                  | 4                  | 60           |

### Gara a squadre
| Pos. | Nazione           | Risultati ottenuti | Risultati ottenuti | Risultati ottenuti | Risultati ottenuti | Punti totali |
| Pos. | Nazione           | PAR-1              | PAR-2              | WHI                | SMO                | Punti totali |
| ---- | ----------------- | ------------------ | ------------------ | ------------------ | ------------------ | ------------ |
| 1    | Stati Uniti       | 2                  | 1                  | 2                  | 4                  | 330          |
| 2    | Germania          | 1                  | DNF                | 1                  | 2                  | 285          |
| 3    | Canada            | DNF                | 2                  | 3                  | –                  | 155          |
| 4    | Austria / Ucraina | 3                  | 3                  | –                  | –                  | 140          |
| 5    | Ucraina           | –                  | –                  | 4                  | 5                  | 115          |
| 6    | Lettonia          | –                  | –                  | –                  | 1                  | 100          |
| 7    | Italia            | –                  | –                  | –                  | 3                  | 70           |
| 8    | Slovacchia        | –                  | –                  | –                  | 6                  | 50           |
| 9    | Polonia           | –                  | –                  | –                  | DNF                | 0            |